# فاديم ايفانوف (لاعب كرة قدم)
فاديم ايفانوف (بالأوكرانية: Іванов Вадим Валентинович)‏ هو لاعب كرة قدم أوكراني، ولد في 15 ديسمبر 1985 في كييف في أوكرانيا. شارك مع منتخب أوكرانيا لكرة الصالات. أما مع النوادي، فقد لعب مع Red Devils Chojnice ‏.